# Freek van der Wart
Freek van der Wart, est un patineur de vitesse sur piste courte néerlandais.

## Carrière
En 2012, il remporte le relais des Championnats d'Europe aux côtés de Daan Breeuwsma, Niels Kerstholt et Sjinkie Knegt.